# 渚の交番
渚の交番（なぎさのこうばん、Nagisa no Koban）は、日本財団海洋グループが推進する統合的沿岸域管理を目的としたプロジェクトのこと。同財団が浜辺に設置している市民活動のための複合型施設についても同じ名称を用いている。

## 概要
多くの人がレジャーで訪れる海辺は、水難事故だけでなく、車上荒らしや青少年犯罪が起きやすい現場でもある。水難事故発生の際の救助には海上保安庁及び消防、各種犯罪や事故の対処は警察が当たることになっているが、対応に時間がかかることも多く、実際には近隣の漁師や市民のボランティアによって水難救助やパトロールが行われる事例が全国的に多くなっていた。このような海辺の状況に根本的な解決を図るためには、海辺に常駐し、救助とパトロールを担う人が必要であるという考えから、救命のスキルと海での活動に習熟したライフガードが常駐する「渚の交番」構想が生まれた。
海辺は漁師、マリンスポーツ愛好者、ツーリスト、体験教室の参加者、研究者、生物保護活動家、市民活動家など多様な人々の活動の場になっているが、それぞれのグループの間で知識や情報を共有し、連携をとるような仕組みが存在しなかったため、異なる利用者の間で利害の衝突が起こることもあった。渚の交番は、上記のような海辺を活動の舞台とするさまざまな人々がワンストップで情報を得られる場を目指すと共に、すべての利用者にとって良い海を創っていくための交流の場を提供することも目的としている。コンセプトは「安心、安全、きれいで楽しい海を創る」。

## 歴史
- 2005年頃に、日本財団の海洋グループによって考案された。
- 2010年6月、宮崎県宮崎市の青島海岸に、「渚の交番」第一号がオープンした。

## 役割
- 常駐のライフガードによる救命活動、パトロール
- ツーリストやマリンスポーツ愛好者へ海辺の安全情報の提供
- ビーチ・クリーン、ビーチ・コーミング活動への拠点の提供
- 市民団体へ打ち合わせ場所の提供
- 海辺の利用者にロッカーやシャワーの提供
- 海辺で行われるさまざまなイベント情報の提供

## 「渚の交番」一覧
- 渚の交番カモンマーレ - 山形県鶴岡市
- 渚の交番御前崎 - 静岡県御前崎市

- 磐田渚の交流館 - 静岡県磐田市
- 渚の交番小浜 - 福井県小浜市
- 浜田渚の交番 - 島根県浜田市
- 渚の交番きららいず - 山口県山口市
- 渚の交番島戸 - 山口県下関市
- はざこ渚の交番 - 大分県佐伯市
- 青島渚の交番 - 宮崎県宮崎市